# Путильская поселковая община
Путильская поселковая община (укр. Путильська селищна громада) — территориальная община в Вижницком районе Черновицкой области Украины.
Административный центр — посёлок Путила.
Население составляет 11373 человек. Площадь — 231,1 км².
В соответствии с распоряжением Кабинета Министров Украины от 12 июня 2020 года, в состав общины вошла территория Путильского поселкового совета, а также Дихтинецкого, Киселицского и Сергиивского сельских советов упразднённого Путильского района

## Населённые пункты
В состав общины входят 1 посёлок и 17 сёл:
- Посёлок Путила
  - Паркулина
  - Рыжа
  - Тораки
- Дихтинецкий старостинский округ:
  - Греблина
  - Дихтинец
  - Замогила
  - Малый Дихтинец
- Киселицкий старостинский округ:
  - Гробище
  - Киселицы
  - Площи
  - Поляковское
  - Соколий
- Сергиивский старостинский округ:
  - Выпчина
  - Рипень
  - Сергии
  - Тесницкая
  - Фошки